# Le Caméléon (film)
Ne doit pas être confondu avec Le Caméléon.
Pour les articles homonymes, voir Caméléon (homonymie).
Pour plus de détails, voir Fiche technique et Distribution.
Le Caméléon est un film français réalisé par Jean-Paul Salomé et sorti en 2010. Le Caméléon est inspiré de la véritable histoire de Frédéric Bourdin condamné à plusieurs reprises pour usurpation d’identité. Il est issu du roman homonyme de Christophe d'Antonio, biographie autorisée de l'usurpateur.

## Synopsis
Espagne, 2000 : Un adolescent porté disparu sort de son mutisme. Il dit s'appeler Nicholas Mark Randall, être américain et avoir été enlevé quatre ans plus tôt par les membres d'une secte. À la surprise de la police espagnole qui le soupçonne d'être un imposteur récidiviste, sa sœur vient le chercher et le ramène aux États-Unis, en Louisiane, où sa famille semble le reconnaître.
Les récits des médias locaux sur ce retour miraculeux alertent le FBI dont l'agent Jennifer Johnson s'interroge de plus en plus sur la véritable identité de Nicholas et l'attitude surprenante de la famille.

## Fiche technique
- Titre : Le Caméléon
- Titre anglais : The Chameleon
- Réalisation : Jean-Paul Salomé
- Scénario : Jean-Paul Salomé, Natalie Carter d’après le roman de Christophe d’Antonio Le Caméléon paru aux Éditions Patrick Robin
- Direction artistique : Dave Kelsey
- Costumes : Beverley Woods
- Musique : Bruno Coulais et Jeff Cardoni
- Photographie : Pascal Ridao
- Montage : Toby Yates et Marie-Pierre Renaud
- Décors : Martina Buckley et Monique Champagne
- Costumes : Susanna Puisto
- Producteurs : Pierre Kubel, Sidonie Dumas, Marie-Castille Mention Schaar, Bill Perkins, Cooper Richey, Ram Bergman
- Coproducteur : Glenn Garland
- Assistante de production : Géraldine Poveroni
- Producteur délégué : David Pomier
- Sociétés de production : Lleju Productions, Loma Nasha Films, Gordon Street Pictures, Rhône-Alpes Cinéma, Restons Groupés Production et Vendredi Film
  - Soutiens à la production : Canal+, OCS, région Rhône-Alpes et le CNC
- Sociétés de distribution : Gaumont (France), Lleju Productions (États-Unis), Double Dutch Films (Canada), Feelgood Entertainment (Grèce), High Fliers Productions (Royaume-Uni) et Pathé (Suisse)
- Pays d'origine :  France
- Durée : 106 minutes
- Lieux de tournage : Canada, États-Unis (Bâton Rouge, Louisiane)[1] et région Rhône-Alpes (Taninges, Haute-Savoie)[2]
- Langue : français, anglais, espagnol
- Budget : 6.8M€[3]
- Format : couleur, 1.85:1
- Son : Dolby Digital
- Box-office France : 41 809 entrées[4]
- Date de sortie :
  -  France : 23 juin 2010

## Distribution
- Marc-André Grondin : Fredéric Fortin / Nicholas Mark Randall
- Famke Janssen (VF : Juliette Degenne) : Jennifer Johnson
- Ellen Barkin : Kimberly Miller
- Emilie de Ravin (VF : Karine Foviau) : Kathy Jansen
- Tory Kittles : Dan Price
- Brian Geraghty : Brian Jansen
- Nick Stahl (VF : Axel Kiener) : Brendan Kerrigan
- Ritchie Montgomerey : le propriétaire du restaurant
- Nick Chinlund (VF : Maurice Decoster) : Mitch
- Gary Grubbs : John Striker
- Lance Nichols : le docteur du FBI
- Estelle Larrivaz : la gendarmette
- Xavier Beauvois : le gendarme
- Jean-Paul Salomé : l'avocat
- Logan Smith : le shérif du comté #1
- Braden Delee : le jeune Frederic
- James DuMont : Un policier de la B.R.P.D.
- Lindsay Soileau : La fille #1
- Katy Peppard : La fille #2
- Kent Jude Bernard : Le joueur à la piscine #1
- Gabe Begneaud : Le joueur à la piscine #2
- Gio March : Le policier espagnol
- Everett Sifuentes : Le chef de la police
- Josh Gates : Le tatoueur
- J.D. Evermore : Un travailleur
- Eva Jeffery : Le voisin bruyant
- Anne Le Ny : La mère de Frederic (non créditée)
- Sarah J. Thompson : Une figurante (non créditée)

## Autour du film
- Le film est dédié à Catherine Meynial (décédée à 52 ans), qui était agent de comédiens et d'artistes au sein de l'agence VMA[5].
- Le premier rôle du film devait être initialement porté par Romain Duris[1].